# Leptacis inaequalis
Leptacis inaequalis är en stekelart som beskrevs av Peter Neerup Buhl 2002. Leptacis inaequalis ingår i släktet Leptacis och familjen gallmyggesteklar. Inga underarter finns listade i Catalogue of Life.